# Творець (повість)
«Творець» (англ. The Creator) — науково-фантастична коротка повість Кліффорда Сімака, вперше опублікована в журналі Marvel Tales у 1935 році. В книжковому форматі видана у 1946 році видавництвом Crawford Publications накладом 500 примірників.
Це єдина науково-фантастична робота письменника, що вийшла у світ у період 1933–1937 рр.. — майже всі його оповідання й повісті редактори тогочасної науково-фантастичної періодики не затверджували до друку.

## Зміст
Два молодих друга-вчених Скотт Марстон і Пітер Сендс ще зі студентських часів займаються науковою діяльністю. Скотт вивчає час, Пітер — людську свідомість. Проживаючи разом, вони не раз допомагали один одному з проектами, тому згодом вирішили об'єднати свої зусилля і працювати в одному напрямі. Наслідком цієї співпраці став «темпоральний генератор» — механізм, за допомогою якого можна подорожувати в часі та по інших вимірах.
Перша такого роду подорож героїв закидає їх у лабораторію самого Творця Всесвіту. Він мало схожий на того бога, яким його уявляє людство: це конус світла, що спілкується телепатичним способом. Тут Скотт і Пітер знайомляться з трьома вченими з інших планет нашого Всесвіту. Героїв дивують вигляд і поведінка Творця. Справжнього шоку вони зазнають, коли бог показує їм маленьку ванночку розмірами в кілька дюймів, наповнену сірою незрозумілою речовиною, і заявляє, що це і є «їхній Всесвіт».
Згодом цікавість Творця до гостей зникає і він дозволяє їм займатися своїми справами. Марстон і Сендс розпочинають роботу над генератором, щоб повернутися назад. Їхні нові знайомі працюють над своїми механізмами. Комунікація між ними не відбувається через різні способи спілкування їхніх видів.
Пітер намагається розвинути телепатичні здібності. Коли йому це вдається — він дізнається, над чим працює Творець у своїй лабораторії — шукає спосіб знищити Всесвіт. Вчені об'єднують свої зусилля й рятують дивну ванночку, поміщають її в непробивну кулю лілового кольору. Творець, намагаючись вбити їх, натомість вбиває сам себе.
Під час повернення Пітера додому стається помилка і він потрапляє на вмираючу Землю на мільйони років пізніше свого народження, де стає вождем і «напівбогом» для останнього племені. Повість завершується роздумами Пітера:

…наші відчайдушні спроби врятувати Всесвіт нічим не могли допомогти Землі, бо Земля, яка живе в більш швидкоплинному часі, вже котилася до свого похоронного вогнища на Сонці задовго до того, як Творець став виношувати свої руйнівні задуми. Але як же тоді інші світи? Інші планети, які обертаються навколо чужих сонць у вирі космосу? А планети і цивілізації, які ще не народилися? Як же життя, яке існує в сонячних системах далеких галактик? Вони в безпеці, в безпеці до кінця часів.

## Герої
1. Скотт Марстон — вчений, що працює над загадкою часу.
2. Пітер Сендс — вчений, що вивчає сни та людську свідомість.
3. Творець — конус світла з телепатичними здібностями, що називає себе творцем Всесвіту.
4. «Слонолюди» — вчені з іншої цивілізації нашого Всесвіту.
5. «Людина-тростина» — вчений з іншої цивілізації нашого Всесвіту.